# Lista de soberanos zulus

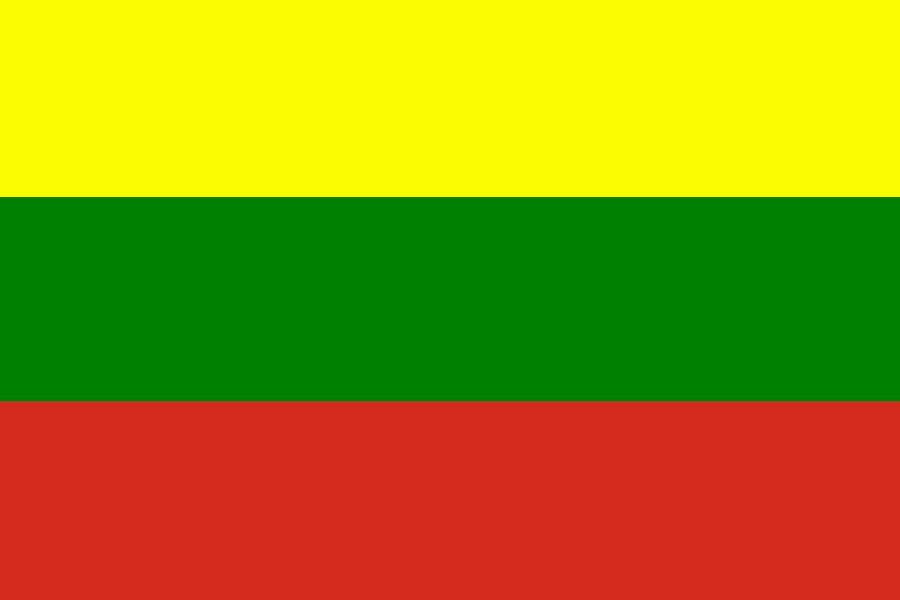
Bandeira da Nação Zulu (1816 - 1897).

Os Zulus são um grupo étnico africano, mas especificamente localizado na África do Sul. Este povo era unido em uma confederação desde 1727, porém em 1816, foi criado o Reino Zulu, governando pelos descendentes de Shaka. Em 1887, o reino se tornou um protetorado britânico. Em 1897 se uniu a Colónia do Cabo e mais tarde se tornou uma província sul - africana. Porém ate os dias de hoje a família real zulu existe, hoje em dia eles não são mais chefes de estado, mas representam o povo Zulu.

## Chefes Tribais (antes de 1727)
- Mnguni
- Luzumana
- Malandela kaLuzumana
- Zulu I kaMalandela
- Nkosinkulu kaZulu I
- Ntombela kaNkosinkulu
- Zulu II kaNtombela
- Gumede kaZulu
- Phunga kaGumede

## Chefes Tribais (1727-1816)
- Mageba KaGumede (1727 - 1745)
- Ndaba kaMageba (1745 - 1763)
- Jama kaNdaba (1763 - 1781)
- Mkabayi kaJama (1781 - 1787)
- Senzangakhona kaJama (1787 - 1816)
- Sigujana kaSenzangakhona (1816)

## Reis do Império Zulu (1816 - 1884)
| Nome                    | Imagem | Reinado                                         | Vida                         | Vida                                                           |
| ----------------------- | ------ | ----------------------------------------------- | ---------------------------- | -------------------------------------------------------------- |
| Shaka kaSenzangakhona   |        | 1816 - 24 de setembro de 1828                   | c.1787 - Mtetwa              | 22 de setembro de 1828 - KwaDukuza - Reino Zulu - (41/42 anos) |
| Dingane kaSenzangakhona |        | Novembro de 1828 - 29 de janeiro de 1840        | c.1795                       | 29 de janeiro de 1840 - Reino Zulu - (45 anos)                 |
| Mpande kaSenzangakhona  |        | 10 de fevereiro de 1840 - 18 de outubro de 1872 | c.1798                       | 18 de outubro de 1872 - Reino Zulu - (74 anos)                 |
| Cetshwayo kaMpande      |        | 18 de outubro de 1872 - 28 de agosto de 1879    | c.1834 - Eshoew - Reino Zulu | 8 de fevereiro de 1884 - Eshow - Reino Zulu - (57/58 anos)     |

## Reis do povo Zulu (1884 - Presente)
| Nome                                         | Retrato | Reinado                                        | Vida                                                                       | Vida                                                               |
| -------------------------------------------- | ------- | ---------------------------------------------- | -------------------------------------------------------------------------- | ------------------------------------------------------------------ |
| Cetshwayo kaMpande                           |         | 29 de janeiro de 1883 - 8 de fevereiro de 1884 | c.1797 - Eshowe - Reino Zulu                                               | 8 de fevereiro de 1884 - Eshowe - Reino Zulu - (57/58 anos)        |
| Dinuzulu kaCetshwayo                         |         | 8 de fevereiro de 1884 - 18 de outubro de 1913 | c.1868                                                                     | 18 de outubro de 1913 - Transvaal - União Sul-Africana - (45 anos) |
| Vago (18 de outubro - 1 de novembro de 1913) |         |                                                |                                                                            |                                                                    |
| Solomon kaDinuzulu                           |         | 1 de novembro de 1913 - 4 de março de 1933     | c.1891                                                                     | 4 de março de 1933 - União Sul-Africana - (42 anos)                |
| Vago (4 de março - 27 de agosto de 1933)     |         |                                                |                                                                            |                                                                    |
| Cyprian Bhekuzulu kaSolomon                  |         | 27 de agosto de 1933 - 17 de setembro de 1968  | 4 de agosto de 1924 - União Sul-Africana                                   | 17 de setembro de 1968 - União Sul-Africana - (44 anos)            |
| Goodwill Zwelithini kaBhekuzulu              |         | 17 de setembro de 1968 - 12 de março de 2021   | 14 de julho de 1948 - Nongoma - Natal - União Sul-Africana                 | 12 de março de 2021 - Durban - África do Sul - (72 anos)           |
| Vago (12 de março - 7 de maio de 2021)       |         |                                                |                                                                            |                                                                    |
| Misuzulu Zulu                                |         | 7 de maio de 2021 - Presente                   | 23 de setembro de 1974 (46 anos) - Hlabisa - KwaZulu-Natal - África do Sul | Vivo                                                               |